# NGC 5749
NGC 5749 est un amas ouvert situé dans la constellation du Loup. Il a été découvert par l'astronome écossais James Dunlop en 1826.
Selon la classification des amas ouverts de Robert Trumpler, cet amas renferme moins de 50 étoiles (lettre p) dont la concentration est faible (IV) et dont les magnitudes se répartissent sur un petit intervalle (le chiffre 1). Toutefois, la classification indiquée par le catalogue Lynga est II2m, soit un nombre d'étoiles compris entre 50 et 100 (m) dont la concentration est moyenne (II) et dont les magnitudes se répartissent sur un intervalle moyen.

## Observation
Avec une magnitude visuelle de 8,8, on peut observer l'amas avec des jumelles dont l'ouverture est de 60 à 70 mm.

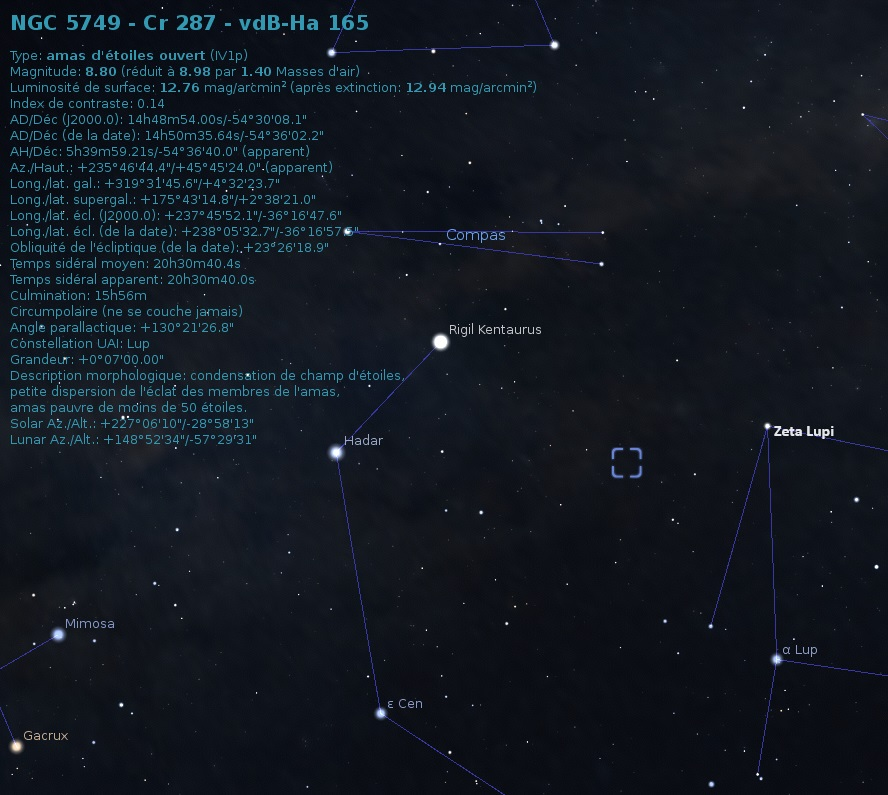
Localisation de NGC 5749 dans la constellation du Loup. (Stellarium)

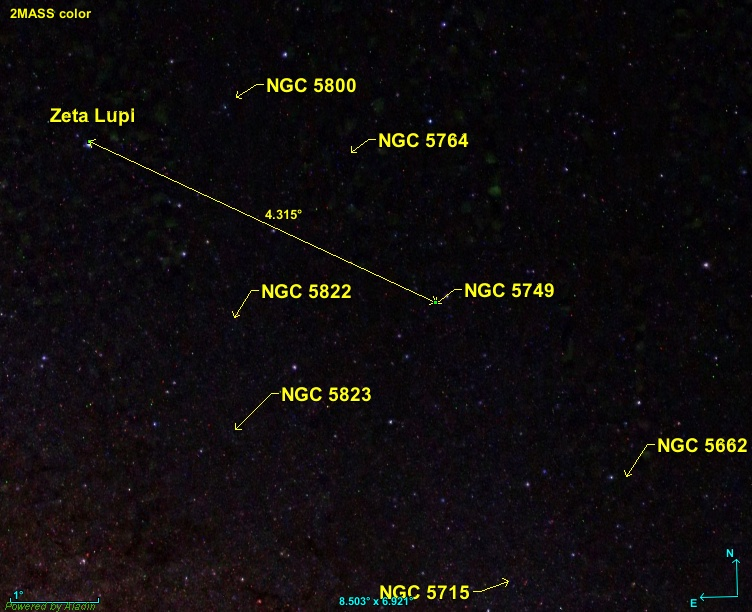
Position de NGC 5749 par rapport à une étoile.

NGC 5749 est situé à environ 4,3 degrés au sud-ouest de l'étoile Zeta Lupi. Plusieurs autres amas ouverts se trouvent dans la même région du ciel : NGC 5662, NGC 5715, NGC 5764, NGC 5800, NGC 5822 et NGC 5823.

## Caractéristiques
Certaines caractéristiques apparaissent sur la base de données Simbad, mais une publication très récente (2023) basée sur les mesures de la parallaxe par le satellite Gaia a permis une mise à jour importante des données. Les données du « GAIA EARLY DATA RELEASE 3 (GAIA EDR3) » ont également permis aux auteurs (Almeida, Monteiro et Dias) de cette publication d'estimer la masse de 773 amas ouverts, dont celle de NGC 5749 qui est de 276 ± 55 {\displaystyle M_{\odot }}.

### Distance, taille et vitesse
Selon Almeida et ses collègues, cet amas est à 1 071 ± 11 pc du système solaire.
La parallaxe moyenne des étoiles de l'amas a été obtenue des mesures effectuées par le satellite Gaia. Cinq valeurs différentes publiées dans de récents articles (2018 à 2022) sont indiquées sur la base de données Simbad : 0,899 ± 0,027 mas, 0,892 ± 0,032 mas, 0,893 ± 0,047 mas, 0,890 ± 0,050 mas, et 0,899 ± 0,005 mas. La valeur moyenne de la parallaxe est égale à 0,892 8 ± 0,032 2 mas, ce qui correspond à une distance de 1120 +42
−39. Cette distance est compatible quoiqu'un peu supérieure à celle proposée par Almeida et ses collègues.
quoique
La taille apparente de l'amas varie selon les sources, mais la plus récente valeur de 16,7' vient des mesures réalisées par le satellite Gaia (Gaia DR2) ce qui, compte tenu de la distance de 1 071 ± 11 pc et grâce à un calcul simple, équivaut à une taille réelle de 17,0 ± 0,2 al.
Deux vitesses identiques sont  indiquées sur la base de données Simbad, soit −18,04 ± 0,17 km/s,.

### Mouvement propre
Simbad indique six couples de valeurs pour le mouvement propre de l'amas, dont cinq différents, mais très semblables, qui proviennent d'articles publiés entre 2018 et 2022. Ces valeurs en ascension droite et en déclinaison sont :
- −2,764 ± 0,050 mas/an et −3,057 ± 0,047 mas/an[12]
- −2,755 ± 0,081 mas/an et −3,056 ± 0,092 mas/an[13]
- −2,759 ± 0,166 mas/an et −3,080 ± 0,149 mas/an[14]
- −2,756 ± 0,112 mas/an et −3,079 ± 0,128 mas/an[15],[16]
- −2,756 ± 0,019 mas/an et −3,079 ± 0,017 mas/an[6]

Le mouvement propre moyen obtenu de ces quatre valeurs en ascension droite et en déclinaison est égal à −2,758 ± 0,086 mas/an et −3,070 ± 0,087 mas/an.

### Métallicité
Simbad rapporte une seule valeur de la métallicité, soit 0,063. Selon Almeida et ses collègues, la métallicité de l'amas est égale à 0,027 ± 0,061. Selon cette valeur, le pourcentage d'éléments lourds (plus lourds que l'hydrogène et l'hélium) de cet amas serait compris entre 92% et 122% (100,027 ± 0,061) de celui du Soleil.

### Âge
Webda et Lynga indiquent un âge de 53 millions d'années (log10=7,728),, soit plus de deux fois moins que l'âge de 132 millions d'années proposé par Almeida.

## Étoiles
On peut accéder aux propriétés des étoiles situées dans les environs de NGC 5749 en utilisant sur base de données Simbad la requête de recherche NGC 5749 NUM, où NUM est un nombre allant de 1 à 21. Toutefois, seulement 15 pages ainsi obtenues indiquent les données des étoiles, les autres affichent le message « Identifier not found in the database ». Le tableau ci-dessous reproduit quelques-unes de ces données (parallaxe, mouvement propre, etc.), données qui proviennent du « GAIA EARLY DATA RELEASE 3 (GAIA EDR3) » publié en 2020.
Les distances de sept étoiles de ce tableau sont à l'intérieur de la distance moyenne de l'amas obtenue des mesures de la parallaxe et leurs mouvements propre sont semblables. Elles sont probablement membres de NGC 5749. La distance moyenne de ces sept étoiles est de 1 135 ± 43 pc (∼3 700 al). Leurs mouvements propres moyens en ascension droite et en déclinaison sont respectivement égaux à −2,737 ± 0,096 mas et −2,846 ± 0,474 mas.
| Num # | Nom         | α                | δ                 | type     | P (mas)         | d (pc)       | μα* (mas/an) | μδ* (mas/an) | mV     | Rem           |
| ----- | ----------- | ---------------- | ----------------- | -------- | --------------- | ------------ | ------------ | ------------ | ------ | ------------- |
| #1    | NGC 5749 14 | 14h 48m 35,8970s | -54° 32′ 18,5761″ |          | 2,2789 ± 0,018  | 439 ± 3      | 5,121        | -8,953       | 11,78  | Nm            |
| #20   | HD 130348   | 14h 4937,7254m   | -54° 30′ 45,1146″ | G8III/IV | 2,1041 ± 0,019  | 475 ± 4      | 2,055        | 2,251        | 9,67   | Nm & Bin/spec |
| #9    | CPD-53 6112 | 14h 48m 53,8897s | -54° 31′ 21,1199″ |          | 1,6016 ± 0,015  | 624 ± 6      | -13,179      | -7,074       | 10,23  | Nm            |
| #16   | HD 130244   | 14h 49m 02,2270s | -54° 27′ 45,9925″ |          | 1,3348 ± 0,04   | 749 ± 23     | -7,360       | -5,590       | 10,25  | Nm            |
| #5    | NGC 5749 5  | 14h 4909,6265m   | -54° 30′ 46,1984″ |          | 1,3135 ± 0,2157 | 761+150 -107 | -10,636      | -2,695       | 11,941 | Nm            |
| #3    | CPD-54 6170 | 14h 49m 04,6159s | -54° 32′ 07,7093″ |          | 1,2862 ± 0,0751 | 777+48 -43   | -2,740       | -4,099       | 11,62  | Nm & Var pul  |
| #6    | CPD-53 6117 | 14h 49m 04,6710s | -54° 30′ 26,6757″ |          | 0,9385 ± 0,0203 | 1066 ± 24    | -2,920       | -2,920       | 10,85  |               |
| #2    | NGC 5749 2  | 14h 49m 02,9397s | -54° 34′ 33,3082″ |          | 0,9068 ± 0,0153 | 1103 ± 19    | -2,704       | -2,729       | 12,45  |               |
| #4    | CPD-54 6169 | 14h 49m 00,6022s | -54° 31′ 59,1448″ |          | 0,8994 ± 0,0207 | 1112 ± 26    | -2,720       | -2,949       | 10,82  |               |
| #21   | HD 130152   | 14h 48m 31,9571s | -54° 28′ 24,3189″ | B6Ib/II  | 0,874 ± 0,018   | 1144 ± 24    | -2,780       | -3,003       | 9,67   |               |
| #8    | CPD-53 6114 | 14h 49m 01,4053s | -54° 30′ 50,8569″ |          | 0,8597 ± 0,0210 | 1163 ± 29    | -2,641       | -3,458       | 11,16  | Var pul       |
| #17   | CPD-53 6113 | 14h 48m 58,8429s | -54° 27′ 56,0885″ |          | 0,8499 ± 0,020  | 1177 ± 29    | -2,753       | -2,966       | 11,57  |               |
| #1    | NGC 5749 1  | 14h 49m 05,9522s | -54° 34′ 28,4294″ |          | 0,8464 ± 0,0146 | 1181 ± 21    | -2,641       | -1,896       | 12,144 |               |
| #13   | CPD-54 6168 | 14h 48m 44,8583s | -54° 31′ 35,6496″ |          | 0,8281 ± 0,0204 | 1208 ± 30    | -2,668       | -3,026       | 10,84  | M?            |
| #15   | CPD-53 6119 | 14h 49m 09,5190s | -54° 24′ 49,2125″ |          | 0,7371 ± 0,043  | 1357+83 -74  | -2,764       | -2,847       | 11,47  | M?            |

- Nm = Non membre
- Bin/spec = Binaire spectroscopique
- Var pul = Variable pulsante
- M? = Membre ou pas

Simbad montre aussi un bouton nommé Children. En cliquant sur ce bouton, on atteint une section de cette base de données qui renferme un tableau contenant 118 entrées pour NGC 5749. Cependant, des étoiles (les Children) peuvent apparaître plusieurs fois dans la deuxième colonne du tableau, d'où le nombre de liens bibliographiques qui est supérieure au nombre d'étoiles. La quatrième colonne de ce tableau indique la probabilité que l'étoile appartienne à l'amas. En cliquant sur le titre de cette colonne, on peut classer la probabilité par ordre croissant ou décroissant. En cliquant sur la désignation de l'étoile, on atteint la page de Simbad qui résume ses propriétés.